# Humleby
Humleby er en bebyggelse på Vesterbro i København nær Carlsberg og det tidligere Kongens Bryghus – heraf navnet. Husene er opført i 1885-91 af Arbejdernes byggeforening for arbejderne på det hedengangne skibsværft B&W. Byggeriet blev finansieret ved fællesindbetalinger blandt arbejderne, og husene blev fordelt ved lodtrækning, efterhånden som de stod færdige.
De 235 huse er karakteristiske tre-etagers rækkehuse efter engelsk forbillede og er tegnet af Frederik Bøttger, der stod bag over 1.100 huse for Arbejdernes Byggeforening, herunder også byggeriet Kartoffelrækkerne på Østerbro, der stilmæssigt minder om Humleby. I Humleby er den oprindelige stil dog bedre bevaret, idet det her ikke er tilladt at foretage ændringer i husenes ydre.
Boligerne fungerer i dag som ejerboliger, og mens de ved opførelsen blev opført på landbrugsjord, ligger de i dag centralt i byen.

## Gaderne
Man kan komme ind til Humleby fra enten Ny Carlsberg Vej eller Vesterfælledvej. Begge gader har endvidere huse, der også er en del af Humleby-bebyggelsen.
Humleby består af gaderne:
- Vesterfælledvej
- Ny Carlsberg Vej
- Freundsgade – opkaldt efter billedhuggeren Hermann Ernst Freund (1786-1840)
- Jerichausgade – opkaldt efter billedhuggeren Jens Adolf Jerichau (1816-1883)
- Bissensgade – opkaldt efter billedhuggeren Herman Wilhelm Bissen (1798-1868)
- Ernst Meyers Gade – opkaldt efter kunstmaleren Ernst Meyer (1797-1861)
- Lundbyesgade – opkaldt efter kunstmaleren Johan Thomas Lundbye (1818-1848)
- Küchlersgade – opkaldt efter kunstmaleren Albert Küchler (1803-1886)
- Carstensgade – opkaldt efter kunstmaleren Asmus Jacob Carstens (1754-1798)